# Flughafen Tuxtla Gutiérrez

i8
i11
i13
Der Flughafen Tuxtla Gutiérrez (spanisch Aeropuerto Internacional de Tuxtla Gutiérrez, IATA-Code: TGZ, ICAO-Code: MMTG) ist ein internationaler Flughafen bei der Großstadt Tuxtla Gutiérrez im Zentrum des Bundesstaats Chiapas.

## Lage
Der Flughafen Tuxtla Gutiérrez befindet sich etwa 100 km (Luftlinie) nordöstlich der Pazifikküste bei der Stadt Tuxtla Gutiérrez und etwa 700 km südöstlich von Mexiko-Stadt in einer Höhe von ca. 457 m.

## Flugverbindungen
Es werden hauptsächlich nationale Flüge nach Mexiko-Stadt abgewickelt.

## Passagierzahlen
Im Jahr 2019 wurden erstmals annähernd 1,5 Millionen Passagiere abgefertigt. Danach erfolgte ein deutlicher Rückgang infolge der COVID-19-Pandemie.

## Zwischenfälle
- Am 20. August 1969 wurde eine Douglas DC-6 der Mexicana de Aviación (Luftfahrzeugkennzeichen XA-MOO) bei der Landung auf dem Flughafen Tuxtla Gutiérrez irreparabel beschädigt. Über Personenschäden ist nichts bekannt.[4]